# Oreochromis angolensis
Espèce
Statut de conservation UICN

 LC  : Préoccupation mineure
Synonymes
- Tilapia angolensis Thys van den Audenaerde, 1968
- Sarotherodon angolensis Trewavas, 1973
- Tilapia andersonii (non Castelnau, 1861)
- Tilapia flavomarginata (non Boulenger, 1899)[1]

Oreochromis angolensis est une espèce de poisson de la famille des cichlidae et de l'ordre des Cichliformes. Cette espèce est endémique de l'Afrique. Il fait partie des nombreuses espèces regroupées sous le nom de Tilapia.

## Répartition géographique
Cette espèce est endémique de l'Afrique. Cette espèce ce rencontre dans le cours inférieur de Bengo et la rivière Kwanza, dans les lacs et lagunes su même secteur en Angola.